# Besucherbergwerk Bad Schlema
Das Besucherbergwerk Bad Schlema ist ein im ehemaligen Objekt 02 der SDAG Wismut in der Ortslage Bad Schlema betriebenes Schaubergwerk. Von 1990 bis 1996 war es möglich, als Besucher im Schacht 371 zeitweise bis zur -1530-m Sohle einzufahren. Mit der fortschreitenden Flutung des Grubengebäudes, musste ein neuer Standort für ein Besucherbergwerk gefunden werden. Deshalb wurde der sanierte Schacht 15IIbis am 3. Juli 1999 als Besucherbergwerk eröffnet und damit den Touristen die Marx-Semler-Stollnsohle zugängig gemacht.

## Hintergrund

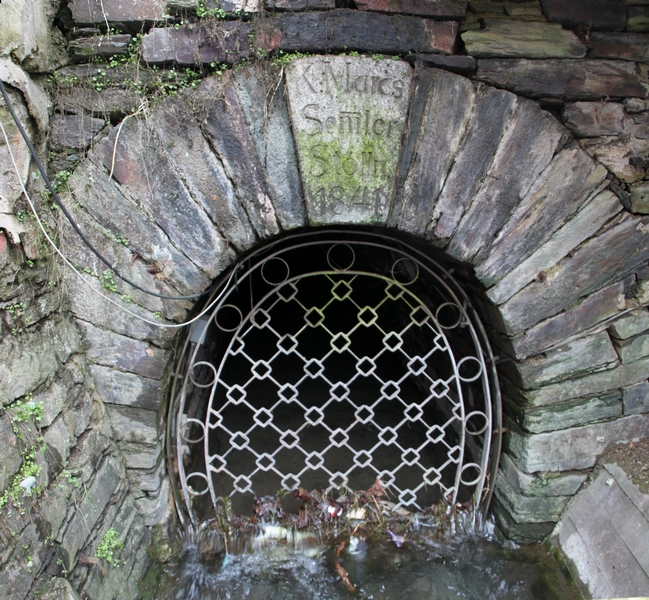
Mundloch des Marx-Semler-Stollns

Der Bergbau in Schlema war über Jahrhunderte kaum von Bedeutung. In kleineren Gruben wurde sporadisch Eisen, Kupfer und Silber gefördert. Richard Franz Friedrich entdeckte zwischen 1908 und 1911 im Marx-Semler-Stolln (auch Markus-Semmler-Stollen) starke radiumhaltige Wässer und verhalf mit deren Nutzung der Gemeinde zu einem wirtschaftlichen Aufschwung. Ab dem 31. Oktober 1924 durfte es den Titel Radiumbad Oberschlema führen.
Erste Bergbautätigkeiten sind nachweislich bis in das 15. Jahrhundert zurückzuverfolgen. Nach dem Zweiten Weltkrieg wurde der Uranabbau durch die Sowjetunion begonnen und die weitere Entwicklung des Kurbades trat in den Hintergrund.
Mit der Deutschen Einheit 1990 wurde der Uranabbau in der Lagerstätte Schlema-Alberoda eingestellt. Aus dem Bergwerksbetreiber, der SDAG Wismut, wurde die Wismut GmbH, die seit 1991 als bundeseigenes Unternehmen die Sanierung der Hinterlassenschaften des Uranbergbaues betreibt. Das ehemalige Bergwerk, dass bis in eine Teufe von rund 1800 m unter die mit 330 m ü. NN im Marx-Semler-Stolln fixierte Nullsohle vorgedrungen war, wurde nach und nach geflutet. Der Wasserstand lag im Sommer 2009 rund 80 m unter der Erdoberfläche.
Die Lagerstätte zählt mit über 1.000 uranerzführenden Gängen zu den weltweit größten uranführenden Gangerzlagerstätten.

## Daten und Zahlen zum Bergwerk
Die größte Förderung wurde 1963 erreicht, als rund 12.000 Bergleute 4.553 t Uran erzeugten. Der Aufwand dafür war sehr hoch, so verfügte allein die Bewetterung und Wetterkühlung über eine installierte Leistung von 50 Megawatt. Das entsprach zu etwa 0,2 % des Gesamtenergiebedarfs der damaligen DDR.
Am 2. Januar 1988 wurde über den Blindschacht 383IIIbis eine Sohle in einer Tiefe von 1.800 m aufgefahren, die seinerzeit die größte aufgeschlossene Teufe Deutschlands war.
1991 wurde die Erzförderung im gesamten Bergwerk eingestellt. Schacht 371 wurde zu einem Besucherbergwerk ausgebaut, jedoch 1996 wegen des Flutungsanstieges für den Besucherverkehr wieder geschlossen.
1999 übernahm der Ring Deutscher Bergingenieure den 1980 geteuften Schacht 15IIb und baute ihn zu einem Besucherbergwerk unter der Leitung von ehemaligen Bergleuten aus. Es wurde am Roten Kamm eröffnet und führt die Besucher über eine Seilfahrtanlage auf eine Tiefe von 46 Metern. Dort befindet sich die ehemalige Steigerstube, die nun für Erläuterungen im Rahmen der Bergwerksführungen dient. Ferner kann es für kleinere Veranstaltungen und auch für Hochzeitszeremonien in bergmännischer Tradition genutzt werden. Im Rahmen der Besucherführungen werden hier druckluftbetriebene Geräte vorgeführt und verschiedene Abbauschemata umrissen.
Auch für Laien erkennbar sind die verschiedenen Zeiten, in denen der Stolln und angrenzende Strecken aufgefahren wurden. So sind die ersten Strecken aus dem 15. Jahrhundert kaum mehr als mannshoch, schulterbreit und kaum befestigt. Aus dem späten 19. und frühen 20. Jahrhundert stammende Strecken wurden wegen der Nutzung von schwererem Abbaugerät (u. a. Hunte) mit einer Breite und Höhe von etwa 1,80 Meter deutlich größer. Mit Aufnahme des großindustriellen Uranabbaus zum Beginn der 1950er-Jahre wurden dann Strecken mit Höhen und Breiten von mehr als 3 Metern vorangetrieben, um schweres Gerät vor Ort schaffen zu können.